# Zihui
O Zìhuì (字彙) é um dicionário chinês compilado pelo erudito da dinastia Ming Mei Yingzuo (梅膺祚) e publicado em 1615. A obra é famosa por introduzir duas inovações lexicográficas que permanecem fundamentais até os dias atuais: o sistema de 214 radicais para a indexação de caracteres chineses — em substituição ao sistema de 540 radicais do dicionário clássico Shuowen Jiezi — e o método de classificação baseado nos radicais e no número de traços. O erudito Zou Feng (邹酆) identificou quatro inovações de formato introduzidas por Mei Yingzuo no Zìhuì.

## Título
O título do dicionário combina zì (字), que significa "caractere", e huì (彙), que significa "reunir". As formas mais antigas do caractere huì (彙) representavam um "ouriço" (wèi 猬) e, posteriormente, passaram a ser utilizadas, com base na pronúncia, para representar a palavra huì (匯), com o sentido de "reunir" ou "coleção". No chinês simplificado, ambas as formas são representadas por 汇. No chinês moderno, zìhuì (字匯 ou 字彙) pode significar "glossário", "léxico", "vocabulário" ou "conjunto de caracteres" (no contexto da informática).
As traduções de Zihui incluem "Compêndio de caracteres", "Coleção de caracteres", "Dicionário completo de caracteres chineses", e "Tesouro de caracteres".

## Conteúdo

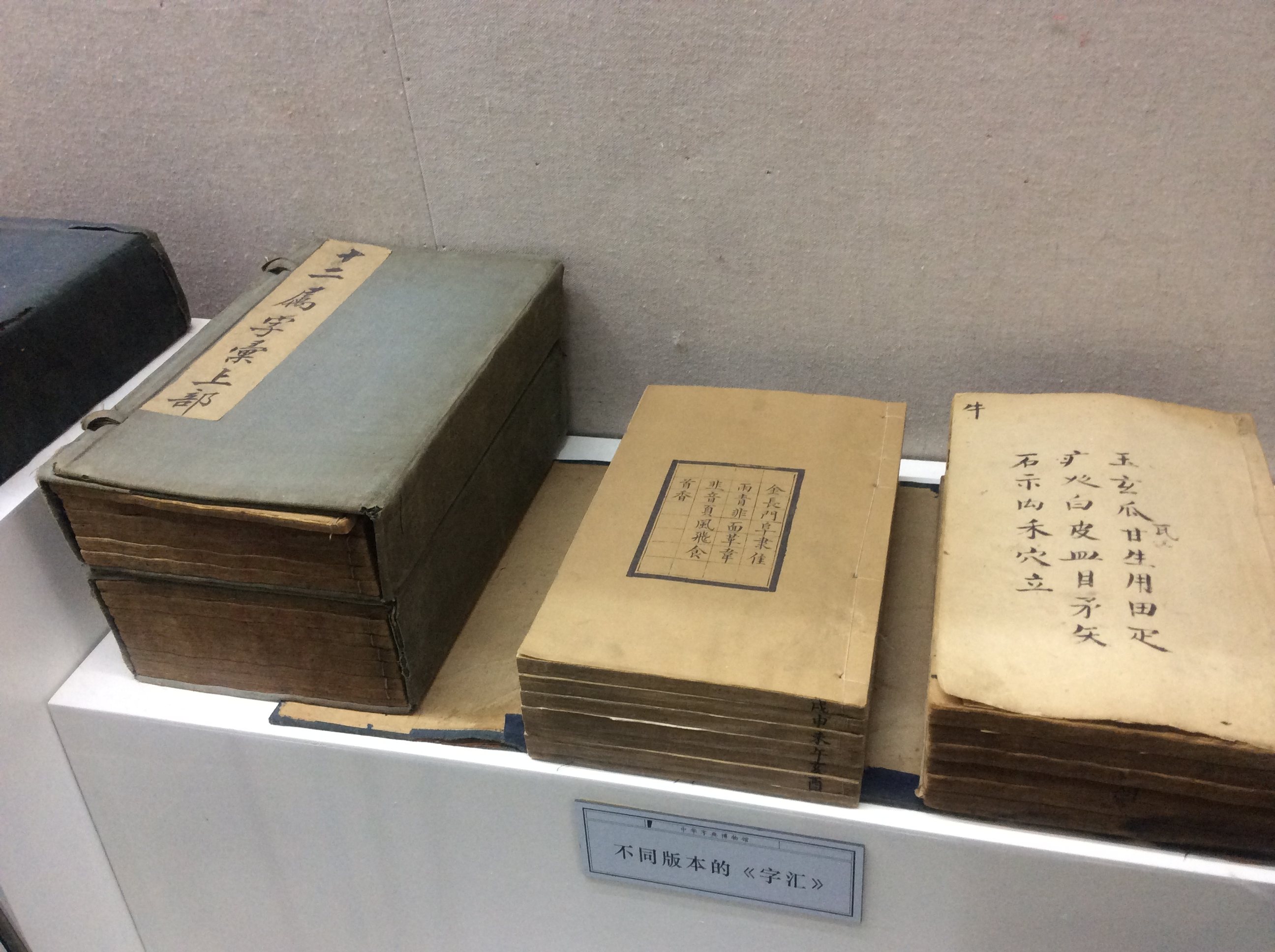
Exibição de dicionários clássicos no Museu do Dicionário Chinês na Casa do Chanceler de Huangcheng

O Zihui é um dicionário composto por 14 volumes (卷), com um formato abrangente e integrado que acabou se tornando referência para dicionários publicados posteriormente.

O volume 1 contém os elementos pré-textuais, incluindo o prefácio de Mei Yingzuo (梅膺祚), datado de 1615, além do guia de estilo e dos apêndices. Por exemplo, “Sequência de traços” mostra a ordem correta dos traços, o que é útil para estudantes; “Formas antigas” utiliza estilos caligráficos tradicionais para explicar as seis categorias de caracteres chineses; e o “Índice de caracteres difíceis” lista glifos cujos radicais são de difícil identificação. 

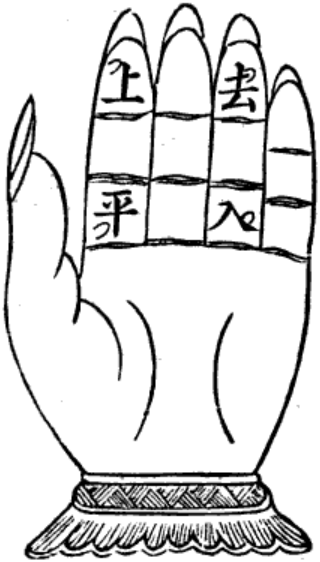
Representação tradicional das quatro classes tonais em uma mão, presente em edições iniciais do Zihui.

O volume 14 reúne as páginas finais, com três apêndices principais: “Diferenciação” lista 473 caracteres com formas semelhantes, mas com pronúncias e significados distintos — como 刺 e 剌 ou 段 e 叚; “Retificação” corrige mal-entendidos sobre 68 caracteres comumente utilizados em livros impressos da época; e “Rimas” apresenta tabelas destinadas a explicar os quatro tons do chinês médio, incluindo as glosas de pronúncia fanqie.
A parte central do Zihui está dividida em 12 volumes (volumes 2 a 13), chamados ji (集, “coleções”), numerados de acordo com as doze ramos terrestres. Cada volume começa com um diagrama quadriculado que apresenta todos os radicais incluídos e seus respectivos números de página. Esse recurso facilitava a busca por caracteres e tornava a consulta mais prática do que nos dicionários anteriores.
O Zihui incluía 33.179 entradas de caracteres principais, a maioria oriunda do Hongwu zhengyun (洪武正韻, “Dicionário de Rimas Regulares de Hongwu”), compilado por Song Lian em 1375. As entradas abrangiam caracteres comuns presentes nos clássicos chineses, bem como caracteres populares ou não padronizados (súzì 俗字), tanto antigos quanto contemporâneos. Mei Yingzuo buscou tornar o dicionário mais acessível ao público alfabetizado, utilizando a forma regular atual dos caracteres em vez da antiga caligrafia de selo. Desde o Shuowen jiezi, os dicionários anteriores eram organizados com base nos radicais escritos nessa forma obsoleta.